# Secretaria d'Estat d'Ocupació
La Secretaria d'Estat d'Ocupació d'Espanya és una de les Secretaries d'Estat de l'actual Ministeri d'Ocupació, Migracions i Seguretat Social. Li correspon les funcions d'impuls, direcció i desenvolupament de les relacions laborals individuals i col·lectives, les condicions de treball, protecció per desocupació, foment de l'ocupació, la formació ocupacional, l'economia social, i la promoció del treball autònom.
La seva titular des de juny de 2018, Yolanda Valdeolivas García, es va veure implicada en una polèmica el setembre de 2018 per la legalització d'un sindicat de prostitutes. S'havia posicionat favorablement de la legalització i regulació de la prostitució, contra el criteri de la direcció del seu partit, el PSOE.

## Història
L'actual denominació de la Secretaria d'Estat neix en l'època del segon Govern de José Luis Rodríguez Zapatero, no obstant això, aquesta secretaria existeix des de 1981, quan es va crear amb la denominació de Secretaria d'Estat d'Ocupació i Relacions Laborals. No obstant això, entre 1985 i 2010 va ser rebaixada a Secretaria General, fins que amb l'arribada de Mariano Rajoy al poder, aquest li va retornar el seu estatus de Secretaria d'Estat.

## Estructura
D'acord amb el Reial decret 703/2017, que desenvolupa l'estructura del Ministeri d'Ocupació, Migracions i Seguretat Social, de la Secretaria d'Estat d'Ocupació depenen els següents òrgans:
- Direcció general d'Ocupació.
- Direcció general del Treball Autònom, de l'Economia Social i de la Responsabilitat Social de les Empreses.
- Un Gabinet com a òrgan de suport i assistència immediata al titular de la Secretaria d'Estat d'Ocupació, amb rang de sotsdirecció.
- La Unitat Administradora del Fons Social Europeu.
- Subdirecció General de Programació i Avaluació del Fons Social Europeu

### Organismes dependents
De la Secretària d'Estat d'Ocupació depenen els següents Organismes públics:
- El Servei Públic d'Ocupació Estatal.
- L'Institut Nacional de Seguretat, Salut i Benestar en el Treball (anteriorment Fons de Garantia Salarial i Institut Nacional de Seguretat i Higiene en el Treball).
- El Consell General del Sistema Nacional d'Ocupació.
- El Consell Estatal de Responsabilitat Social de les Empreses.
- El Consell General de Formació Professional.
- La Comissió Nacional de Seguretat i Salut en el Treball.
- El Consell de Foment de l'Economia Social.
- El Consell del Treball Autònom.

## Llista de Secretaris d'Estat
Des de la creació de l'actual denominació de la Secretaria d'Estat, hi ha hagut els següents Secretaris d'Estat:
- María Luz Rodríguez Fernández (2010-2011)[3]
- Engracia Hidalgo Tena (2011-2015)[4]
- Juan Pablo Riesgo Figuerola-Ferretti (2015- juny 2018)[5]
- Yolanda Valdeolivas García (juny 2018 -)[6][7]